# 日本国憲法第44条
日本国憲法第44条（にほんこく（にっぽんこく）けんぽうだい44じょう）は、日本国憲法の第4章にある条文であり、議員及び選挙人の資格を規定した条文である。

## 条文
日本国憲法、e-Gov法令検索。

第四十四条両議院の議員及びその選挙人の資格は、法律でこれを定める。但し、人種、信条、性別、社会的身分、門地、教育、財産又は収入によつて差別してはならない。

## 解説
法律：公職選挙法
両議院の議員及びその選挙人の資格は、法律で定めると規定されている。これは、国民の代表である議員及び選挙人の資格を、法律で明確に定めることで、国民の意思を反映した政治が行われることを保障するものである。一方で人種、信条、性別、社会的身分、門地、教育、財産又は収入によつて差別してはならないと規定している。この規定は議員及び選挙人の資格を人種、信条、性別、社会的身分、教育、財産または収入、門地により差別をしてはならないことを明確にしものである。
大日本帝国憲法時代は当初制限選挙であり、普通選挙が導入されてからも終戦まで男子のみの普通選挙であったが、終戦直後に男女普通選挙となったものを憲法上確定させた規定である。

## 沿革

### 大日本帝国憲法
なし

### GHQ草案
「GHQ草案」、国立国会図書館「日本国憲法の誕生」。

#### 日本語
第四十二条選挙人及国会議員候補者ノ資格ハ法律ヲ以テ之ヲ定ムヘシ而シテ右資格ヲ定ムルニ当リテハ性別、人種、信条、皮膚色又ハ社会上ノ身分ニ因リ何等ノ差別ヲ為スヲ得ス

#### 英語
Article XLII.The qualifications of electors and of candidates for election to the Diet shall be determined by law, and in determining such qualifications there shall be no discrimination because of sex, race, creed, color or social status.

### 憲法改正草案要綱
「憲法改正草案要綱」、国立国会図書館「日本国憲法の誕生」。

第三十九両議院ノ議員及其ノ選挙人タルノ資格ハ法律ヲ以テ之ヲ定ムルコト但シ性別、人種、信条又ハ社会的地位ニ依リテ差別ヲ附スルコトヲ得ザルコト

### 憲法改正草案
「憲法改正草案」、国立国会図書館「日本国憲法の誕生」。

第四十条両議院の議員及びその選挙人の資格は、法律でこれを定める。但し、人種、信条、性別、社会的身分又は門地によつて差別してはならない。

### 帝国憲法改正案
「帝国憲法改正案」、国立国会図書館「日本国憲法の誕生」。

第四十条両議院の議員及びその選挙人の資格は、法律でこれを定める。但し、人種、信条、性別、社会的身分、又は門地によつて差別してはならない。

## 関連条文
- 日本国憲法第14条

## 判例
- 公民権停止事件（最高裁判例 昭和30年2月9日）14条
- 在外日本人選挙権訴訟（最高裁判例 平成17年9月14日）15条、43条